# Electroperú
Empresa Electricidad del Perú bajo la marca comercial Electroperú es una empresa pública peruana de generación de energía eléctrica. Esta certificada y regulada por el Ministerio de Energía y Minas del Perú. En 2024 generó el 11,57% de la energía eléctrica producida en el Sistema Eléctrico Interconectado Nacional (SEIN) del Perú. 
Su principal fuente de generación es la Central hidroeléctrica del Mantaro, con una capacidad instalada de 1 087,5 MVA. 

## Historia
Fue fundada el 5 de septiembre de 1972, a través el decreto Ley #19521 Ley normativa de Electricidad
El 28 de mayo de 1982, se promulga la Ley #23406, la Ley General de Electricidad, por lo cual en 1984 Electroperú tuvo que transferir la responsabilidad de la comercialización de energía eléctrica a las empresas regionales.
El 9 de agosto de 1994, Inaugura el Museo de la Electricidad en Lima.
El 10 de septiembre de 1999, se crea FONAFE como la entidad encargada de normar y dirigir la actividad empresarial del estado y es así que se transfiere las acciones en que participaba el estado.
En 2021, gano una demanda interpuesta contra Enel Perú, por 45 millones de dólares.
En 2023, empezó a instalar pequeños proyectos de Energía solar fotovoltaica.